# Yubei
Yubei (en chino simplificado, 渝北区; pinyin, Zìliújǐng qū) es un distrito urbano bajo la administración directa de la municipalidad de Chongqing, en el centro de la República Popular China. Su área es de 1452 km² y su población total para 2010 fue más de 900 mil habitantes. Yubei junto a Jiangbei y Beibei se unieron en 2010 para formar la zona franca de Liangjiang a nivel nacional. 

## Administración
El distrito de Yubei se divide en 23 pueblos que se administran en 11 subdistritos y 12 poblados.